# Virachola nicevillei
Virachola nicevillei är en fjärilsart som beskrevs av Robert Christopher Tytler 1926. Virachola nicevillei ingår i släktet Virachola och familjen juvelvingar. Inga underarter finns listade i Catalogue of Life.